# Cobubatha
Cobubatha is een geslacht van vlinders van de familie van de Uilen (Noctuidae).

## Soorten
- Cobubatha dissociata (Dyar, 1912)
- Cobubatha dividua (Grote, 1879)
- Cobubatha hippotes Druce, 1889
- Cobubatha inveterata (Dyar, 1914)
- Cobubatha ipilla Dyar, 1916
- Cobubatha lixiva (Grote, 1882)
- Cobubatha megaplaga (Dyar, 1912)
- Cobubatha melor (Dyar, 1912)
- Cobubatha melorista (Dyar, 1912)
- Cobubatha metaspilaris Walker, 1863
- Cobubatha numa (Druce, 1889)
- Cobubatha orthozona (Hampson, 1910)
- Cobubatha plumbifusa (Dyar, 1912)

### Niet meer in dit geslacht
- C. albipectus Möschler, 1890
- C. balteata Smith, 1900
- C. catada Druce, 1889
- C. chihuahua Blanchard & Knudson, 1984
- C. coamona Schaus, 1940
- C. damozelo Dyar, 1914
- C. dimidata Smith, 1905
- C. dreptica Dyar, 1914
- C. euproptopa Dyar, 1914
- C. flavofasciata Grote, 1877
- C. gilda Druce, 1889
- C. goyanensis Hampson, 1910
- C. hirasa Druce, 1889
- C. icria Dyar, 1914
- C. idicra Druce, 1889
- C. inquaesita Barnes & Benjamin, 1924
- C. limbatus H. Edwards, 1881
- C. luda Druce, 1898
- C. luxuriosa Smith, 1900
- C. millidice Dyar, 1914
- C. monada Dyar, 1914
- C. munna Dyar, 1916
- C. nubidice Dyar, 1919
- C. ochrocraspis Hampson, 1910
- C. olivacea Grossbeck, 1917
- C. orcidia Druce, 1898
- C. orthodoxica Dyar, 1914
- C. paidica Dyar, 1914
- C. paistion Dyar, 1914
- C. periusia Dyar, 1914
- C. petulans Draudt, 1928
- C. pinax Dyar, 1914
- C. punctifinis Hampson, 1910
- C. putnami Möschler, 1890
- C. quadrifera Zeller, 1874
- C. rilla Dyar, 1913
- C. rustica Dyar, 1918
- C. scobina Draudt, 1928
- C. semipallida Hampson, 1910
- C. subterminata Hampson, 1910
- C. tortricopsis Dyar, 1914
- C. umbrifera Hampson, 1910